# Ultraleichtfluggelände Peiting

i7
i11
i13
Das Ultraleichtfluggelände Peiting ist ein Ultraleichtfluggelände im Gebiet der Gemeinde Peiting im Landkreis Weilheim-Schongau in Bayern.

## Lage
Das Ultraleichtfluggelände liegt etwa 4 km südlich von Peiting. Naturräumlich liegt es im Pfaffenwinkel wenige Kilometer nördlich der Ammergauer Alpen.

## Flugbetrieb
Das Ultraleichtfluggelände ist zugelassen für Ultraleichtflugzeuge, wobei der Betrieb von fußstartfähigen schwerkraftgesteuerten Ultraleichtflugzeugen und der Betrieb von motorisierten Gleitsegeln nicht erlaubt sind. Es dürfen maximal 500 Flugbewegungen (Starts und Landungen) pro Jahr durchgeführt werden. Das Ultraleichtfluggelände ist mit einer 305 m langen und 25 m breiten Start- und Landebahn aus Gras (Richtung 06/24) ausgestattet. Starts und Landungen von nicht ortsansässigen Luftfahrzeugen sind nur nach vorheriger Genehmigung durch den Flugplatzhalter möglich (PPR).

## Geschichte
Das Ultraleichtfluggelände Peiting wurde am 3. Juli 2008 mit Michael Riedel als Flugplatzhalter genehmigt. Die Genehmigung erfolgte trotz erheblicher Bedenken auf kommunaler Ebene und trotz Einsprüchen beispielsweise des Bundes Naturschutz und örtlicher Umweltverbände. Seit 2021 ist Manfred Schiefele der Flugplatzhalter.